# Butirra di Roma (pera)
Butirra di Roma es el nombre de una variedad cultivar de pera europea Pyrus communis. Criado en Florencia, Italia en « L'Istituto di coltivazioni arboree dell'Università di Firenze ». Es el resultado del cruce como Parental-Madre de 'Beurré Clairgeau' x Parental-Padre 'Williams' Bon Chretien'. Las frutas tienen una pulpa blanca, suave, arenosa y jugosa con un sabor ligeramente astringente.

## Historia
La pera 'Butirra di Roma' fue criada en Florencia, Italia en « L'Istituto di coltivazioni arboree dell'Università di Firenze ». Es el resultado del cruce como Parental-Madre de 'Beurré Clairgeau' x polen del Parental-Padre 'Williams' Bon Chretien'. Fue introducido en el Reino Unido en el "National Fruit Trials" (Probatorio Nacional de Fruta) en 1974.
La pera 'Butirra di Roma' está cultivada en diversos bancos de germoplasma de cultivos vivos tales como en National Fruit Collection aquí desde el año 1974 con el número de accesión: 1974-449 y nombre de accesión: Butirra di Roma.

## Características
'Butirra di Roma' es un árbol de extensión erguido, y se forman espolones fácilmente, de vigor moderado. Los botones florales pueden aguantar las heladas tardías. Tiene un tiempo de floración que comienza a partir del 24 de abril con el 10% de floración, para el 29 de abril tiene una floración completa (80%), y para el 5 de mayo tiene un 90% caída de pétalos.
'Butirra di Roma' tiene una talla de fruto de medio a grande; forma piriforme, ovoide a cónica, asimétrico, presentando mamelón, con un peso promedio de 232,00 g; con nervaduras débiles; piel gruesa; epidermis con color de fondo verdoso, con un sobre color lavado de rojo a marrón claro, importancia del sobre color medio, y patrón del sobre color chapa en las partes donde está expuesta al sol, las lenticelas con cientos de puntos de color amarillo verdoso que resaltan más sobre el sobre color, zonas más o menos amplias de ruginoso-"russeting" por la mayoría de la piel en diversas zonas, "russeting" (pardeamiento áspero superficial que presentan algunas variedades) alto (51-75%); cáliz medio y abierto, ubicado en una cuenca de profundidad media; pedúnculo de una longitud muy corto, con un ángulo inclinado, con una curva, y un grosor de grueso a muy grueso; carne de color blanco, pulpa suave, arenosa y jugosa con un sabor ligeramente astringente.
Las peras 'Butirra di Roma' tienen pulpa blanca, suave, arenosa y jugosa con un sabor ligeramente astringente. Uno de los beneficios de esta variedad de pera es que también se cocinan muy bien.
Mejor cuando se recolecta la pera aún debe estar verde y relativamente dura. Las condiciones óptimas para la maduración se encuentran en áreas secas y sombreadas, y la maduración generalmente toma de 7 a 10 días desde que se recogió la pera. A medida que la pera madura, el color cambiará lentamente a un amarillo suave y la pera se suavizará. Las peras producidas comercialmente normalmente se recolectan y envían a las tiendas mientras están verdes.

## Polinización
Excelente polinizador para otras variedades ya que es parcialmente autofértil.
'Butirra di Roma' está incluido en el grupo de polinización 4, pero para obtener la mejor cosecha de este peral, necesita una de las siguientes variedades cercanas:
- Beurré Bosc (grupo de polinización 4)
- Brandy (grupo de polinización 4)
- Clapp's Favorite (grupo de polinización 3)
- Concorde (grupo de polinización 3 a 4)
- Conference (polinización grupo 3)
- Doyenneé du Comice (grupo de polinización 4)
- Winter Nelis (grupo de polinización 3)[8]